# Vietnamské umění

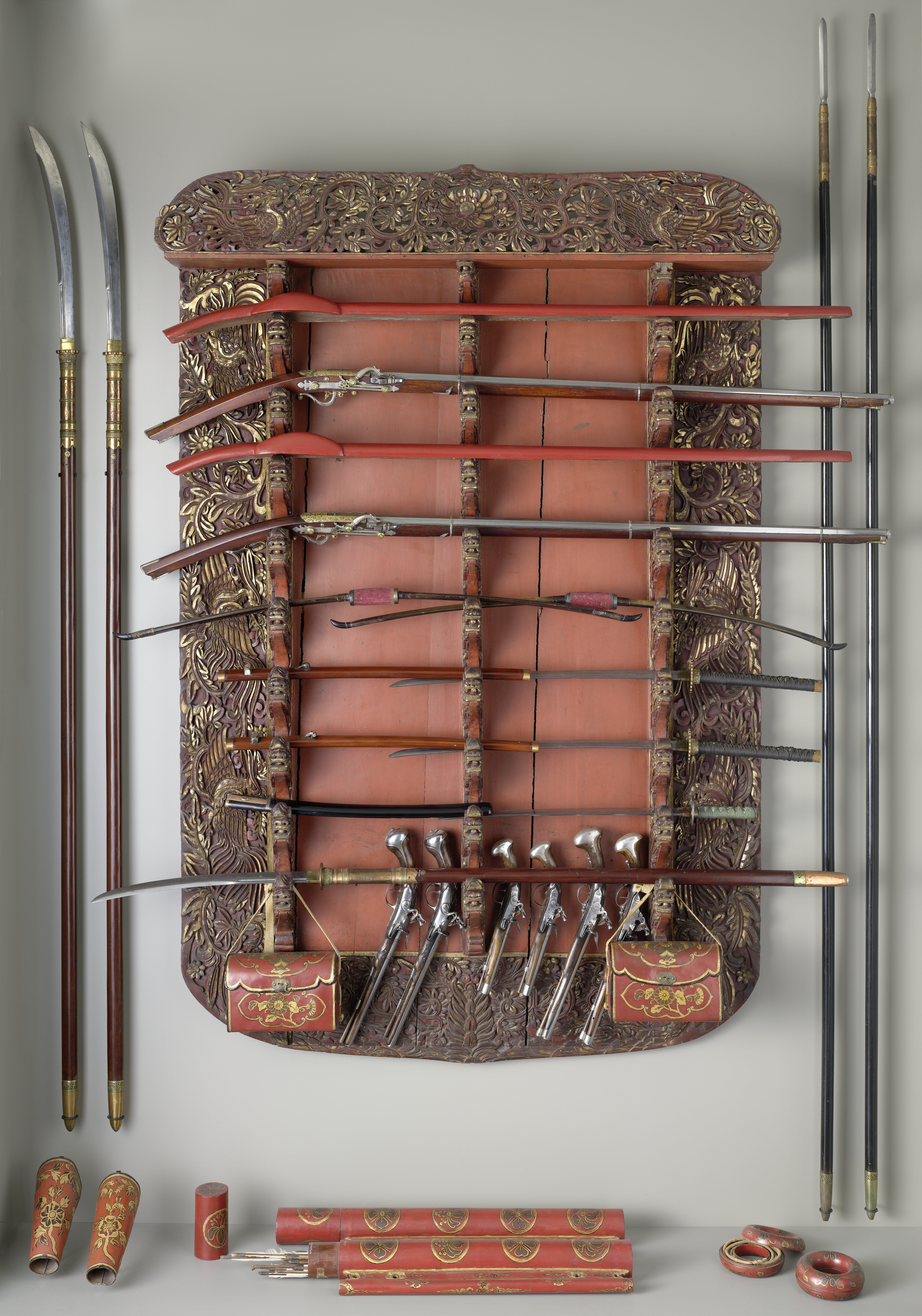
Vietnamské umění ze 17. století v amsterdamském muzeu, Nizozemí

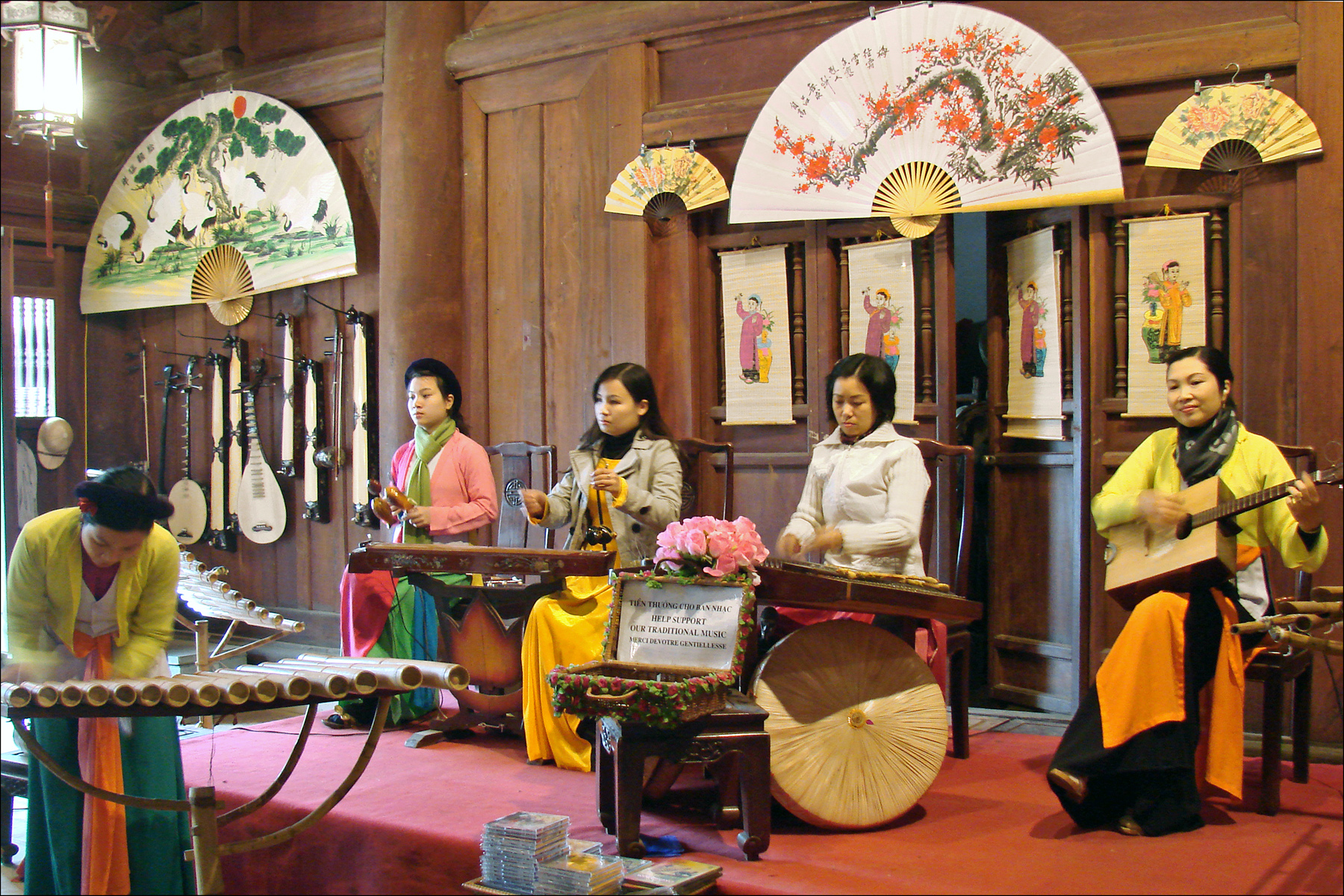
Tradiční hudební orchestr v Hanoji

Vietnamské umění je umění, které vzniklo ve Vietnamu nebo je vytvořili Vietnamci v období od pravěku až do současnosti. Vietnamské umění má dlouhou a bohatou historii, sahající až k době kamenné kolem roku 8000 př. n. l.
Tisíciletá čínská nadvláda (2. století př. n. l. až 10. století n. l.) výrazně ovlivnila vietnamské umění, ale přesto má vietnamské umění své charakteristické rysy.
V 19. století se ve Vietnamu objevil vliv francouzského umění, které mělo velkou zásluhu na zrodu moderního vietnamského umění.